# Andreas Hemmeth
Andreas Bang Hemmeth (født 1979 i København), bedre kendt som DJ Encore, er en dansk sangskriver, musikproducer og journalist. Han har som en af få danskere ligget nummer 1 på den amerikanske Billboard Chart. Han er i dag chef for den største organisation af komponister og sangskrivere i Danmark, Autor. Han kom fra et job som pressechef for Radikale Venstre og særlig rådgiver i Kulturministeriet.
Han har været på toppen af hitlisterne i Danmark, USA, Storbritannien, Sverige, Norge, Finland, Brasilien og Frankrig med forskellige projekter, herunder DJ Encore, Tik Tak, C21, FF og LeAnn Rimes. 
Han største bedrift var en førsteplads på den amerikanske Billboard-hitliste med et remix af singlen "They Say Vision" for den amerikanske kunstner RES . Også i Storbritannien hittede Hemmeth med to remix for hhv. LeAnn Rimes og Frou Frou.
Som DJ Encore fik han dobbelt platin for singlen "I see right through to you", som også blev brugt som titelnummer til reality-showet Big Brother. Sangen var forløber for debutalbummet "Intuition", som han udgav sammen med sangerinden Engelina. Det blev udgivet i 2001 i Danmark og året efter i resten af verdenen. Albummet rummede desuden hittene "Walking in the Sky" og "High on Life". DJ Encore og Engelina tog på en turne, der omfattede mere end 100 koncerter i Danmark, heriblandt Grøn Koncert og Skanderborg Festival, begge i 2002. De spillede også mange koncerter i USA, Canada, England og Tyskland.
Hans andet album, Unique, hvorpå svenske Johanna Stedt synger, blev udgivet i USA og Canada i 2007. DJ Encore-projektet har i alt solgt mere 350.000 eksemplarer på verdensplan.
Som sangskriver og producer har Hemmeth medvirket til en række hits for andre kunstnere. Blandt andet "Spirit of Christmas", som han skrev sammen boybandet C21. Det fik de 5-dobbelt platin for. Det blev også til en platinplade for sangskrivningen til det finske rockband Tiktak, portugisiske FF og en guldplade for club-projektet Laze. Han deltog desuden i det danske melodigrandprix i 2008.
Hemmeth har i alt fået 13 platinplader, tre guldplader og to priser i sin musikkarriere.
Hemmeth blev student fra Aurehøj Amtsgymnasium i 1998 og har læst journalistik og økonomi på Roskilde Universitet.
Han begyndte at arbejde i Radikale Venstres pressetjeneste i 2010, hvor han fra oktober 2011 blev presseansvarlig. Han begyndte i december 2012 som pressechef og særlig rådgiver i Kulturministeriet og blev efterfølgende ansat som særlig rådgiver for Marianne Jelved, da hun blev kulturminister. Han er i dag vendt tilbage til musikbranchen og har siden 1. september 2018 været chef for den største organisation af sangskrivere og komponister, Autor, samt bestyrelsesmedlem i Copydan Tekst og Node.
Hemmeth er medlem af Mensa.

## Diskografi

### Albums af DJ Encore
- Intuition (2001)
  - 1. Intro  
  - 2. Open Your Eyes  
  - 3. I See Right Through to You
  - 4. High on Life
  - 5. Talk to Me
  - 6. Intuition  
  - 7. You've Got a Way
  - 8. Walking in the Sky  
  - 9. Chemistry  
  - 10. Out There  
  - 11. Show Me
  - 12. Stay  
  - 13. Another Day
  - 14. You've Got A Way (DJ Encore Pop Mix)
  - 15. High On Life (UK Single Mix)
  - 16. Walking In The Sky (DJ Encore Pop Mix)
  - 17. Contradictions (You've Got A Way)
- Ultra.Dance 02 (2002)
  - DJ compilation
- Unique (2007)
  - 1. You Can Walk On Water
  - 2. Sweeter Than Beauty
  - 3. Falling  
  - 4. Wanna Fly?  
  - 5. Follow In Your Footsteps  
  - 6. On Your Own
  - 7. Nobody Wants to Try
  - 8. Catch Me
  - 9. Point of No Return  
  - 10. You Make Me Feel Alive
  - 11. Changes  
  - 12. Liquid Sky (secret track)
- 20 års jubilæum (2021)

### Singler af DJ Encore
- "I See Right Through To You" (2001)
- "Walking In The Sky" (2002)
- "High On Life" (2002)
- "You've Got A Way" (2002)
- "You Can Walk On Water" (2007)
- "Falling" (2008)

### Sange til andre artister (ud over DJ Encore)
- "There's someone watching" af Saphire (2003)
- "Steppin' Out" af Laze (2003)
- "Mænd uden slips" af Lasse Tyr (2003)
- "Spirit of Christmas" af C21 (2005)
- "Catfight" af Katerine (2005)
- "2much4you" af Katerine (2005)
- "Be a star" af Natalie (2005)
- "Here comes the rain again" af DJ Aligator (2005)
- "This is how we do it" af Chipz (2005)
- "Twist of fate" af Tik Tak (2005)
- "Music Rules" af Party's cool (2006)
- "Hvis du vidste" af Europæisk Ungdom (2006)
- "5 Steps to loneliness" af FF (2006)
- "Let you go" af FF (2006)
- "Electric Eyes" af Søren Bregendal (2007)
- "Twist of fate" af Jam Hsiao (2007)
- "Nebojim Se" af Ewa Farna (2007)
- "Kocka Na Rozpaleny" af Ewa Farna (2007)
- "Den jeg er" af Charlie (2008)
- "Boys today" af Ella (2008)
- "Når Danmark trykker af" - Se og Hørs EM-sang (2012)
- "Starcruiser" af NORD (2017)
- "Hello" af NORD (2017)
- "Alive" af NORD (2018)
- "Patience" af Jake & Almo (2019)
- See things clearer af Jake & Almo (2019)

### Remixes af andre artister
- "Shook Shook Shook" af Awe Manneh (1999)
- "Queen of the night" af Superstar (1999)
- "Soulsearcher" af North (2000)
- "AB-sangen" af Michael Falch (2000)
- "Moonchild" af DoubleN (2000)
- "Take my breath away" af Berlin (2002)
- "Anyway" af Amber (2002)
- "Suddenly" af LeeAnn Rimes (2002)
- "Breathe in" af Frou Frou (2002)
- "They Say Vision" af RES (2002)
- "Fire in your eyes" af Two Face (2002)
- "Those left behind" af Zenith (2002)
- "Dust.wav" af Perpetouos Dreamer (2003)
- "This side up" af Jon (Popstar vinderen) (2003)
- "Because the night" af Jan Wayne (2003)
- "Behind blue eyes" af Limp Bizkit (2004)
- "Stay" af Mynt (2005)
- "Humanimosity" af Zenith (2006)